# Supercopa do Brasil 1990
In 1990 werd de eerste editie van de Supercopa do Brasil gespeeld tussen landskampioen en de bekerwinnaar. De competitie werd niet als aparte competitie georganiseerd. Beide clubs werden in dezelfde groep ingedeeld in de Copa Libertadores 1990 en de groepswedstrijden werden gebruikt als heen- en terugwedstrijd voor de Supercopa. Grêmio werd de kampioen.

## Deelnemers
| Club          | Gekwalificeerd als           | Deelnames |
| ------------- | ---------------------------- | --------- |
| Grêmio        | Kampioen Série A 2019        | 1ste      |
| Vasco da Gama | Kampioen Copa do Brasil 2019 | 1ste      |

## Wedstrijd
Heen
|               |              |       |                  |                                                                                     |
| 14 maart 1990 | Grêmio       | 2 – 0 | CR Vasco da Gama | Estádio Olímpico, Porto Alegre Toeschouwers: 48.009 Scheidsrechter: Ulisses Tavares |
| 14 maart 1990 | Nílson Darci |       |                  | Estádio Olímpico, Porto Alegre Toeschouwers: 48.009 Scheidsrechter: Ulisses Tavares |

Terug
|               |                                               |       |        |                                                                                               |
| 18 april 1990 | CR Vasco da Gama                              | 0 – 0 | Grêmio | Estádio São Januário, Rio de Janeiro Toeschouwers: 48.009 Scheidsrechter: Ilton José da Costa |
| 18 april 1990 | Bruno Henrique 14' Gabriel 29' Arrascaeta 68' |       |        | Estádio São Januário, Rio de Janeiro Toeschouwers: 48.009 Scheidsrechter: Ilton José da Costa |

## Kampioen
| Supercopa do Brasil de 1990 |
| Rio de Janeiro              |
| --------------------------- |
| GRÊMIO Kampioen (1° titel)  |

1990 · 1991 · 1992-2019 · 2020 · 2021 · 2022 · 2023 · 2024